# Zranionej sośnie
Zranionej sośnie – pomnik zlokalizowany w rejonie wsi Trzcianki i Zapowiednia (gmina Pyzdry), przy południowej stronie drogi Pyzdry – Myszaków.

## Geneza
Pomnik wzniesiono w 1993 w miejscu bitwy pod Pyzdrami, która była jednym z największych starć powstania styczniowego. 29 kwietnia 1863 w godzinach rannych, około ćwierć mili od Pyzdr oddziały carskie pod dowództwem podpułkownika Alojzego Oranowskiego starły się z powstańcami dowodzonymi przez pułkownika Edmunda Taczanowskiego (około 1200 ludzi). Mimo przewagi liczebnej Rosjan powstańcy odnieśli tutaj zwycięstwo. Ośmiu z nich poległo i pochowani są na cmentarzu w Pyzdrach, gdzie na ich grobach stoi kamienny obelisk z 1905, postawiony dzięki akcji składkowej Związku Walki Czynnej.

## Upamiętnienie
W miejscu bitwy, na nadwarciańskich łąkach, do 1989 stała okaleczona sosna, którą trafić miał pierwszy pocisk wystrzelony z moskiewskiej armaty. Drzewo zostało zwalone przez wichurę, a fragment pnia stanowi eksponat w Muzeum Ziemi Pyzdrskiej. Pole bitwy upamiętnia od 1993 betonowy pomnik, ustawiony staraniem Muzeum. Jego forma symbolizuje splątane korzenie sosnowe barwy żółtej. Napis na tablicy głosi: ZRANIONEJ SOŚNIE. TU W DNIU 29 KWIETNIA 1863 R. ODDZIAŁ EDMUNDA TACZANOWSKIEGO STOCZYŁ ZWYCIĘSKĄ BITWĘ Z WOJSKAMI ROSYJSKIMI.